# Lepilemur edwardsi
Lepilemur edwardsi là một loài động vật có vú trong họ Lepilemuridae, bộ Linh trưởng. Loài này được Forbes mô tả năm 1894.

## Hình ảnh

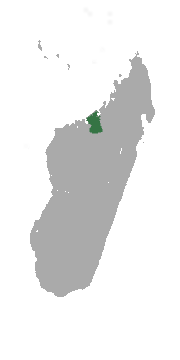
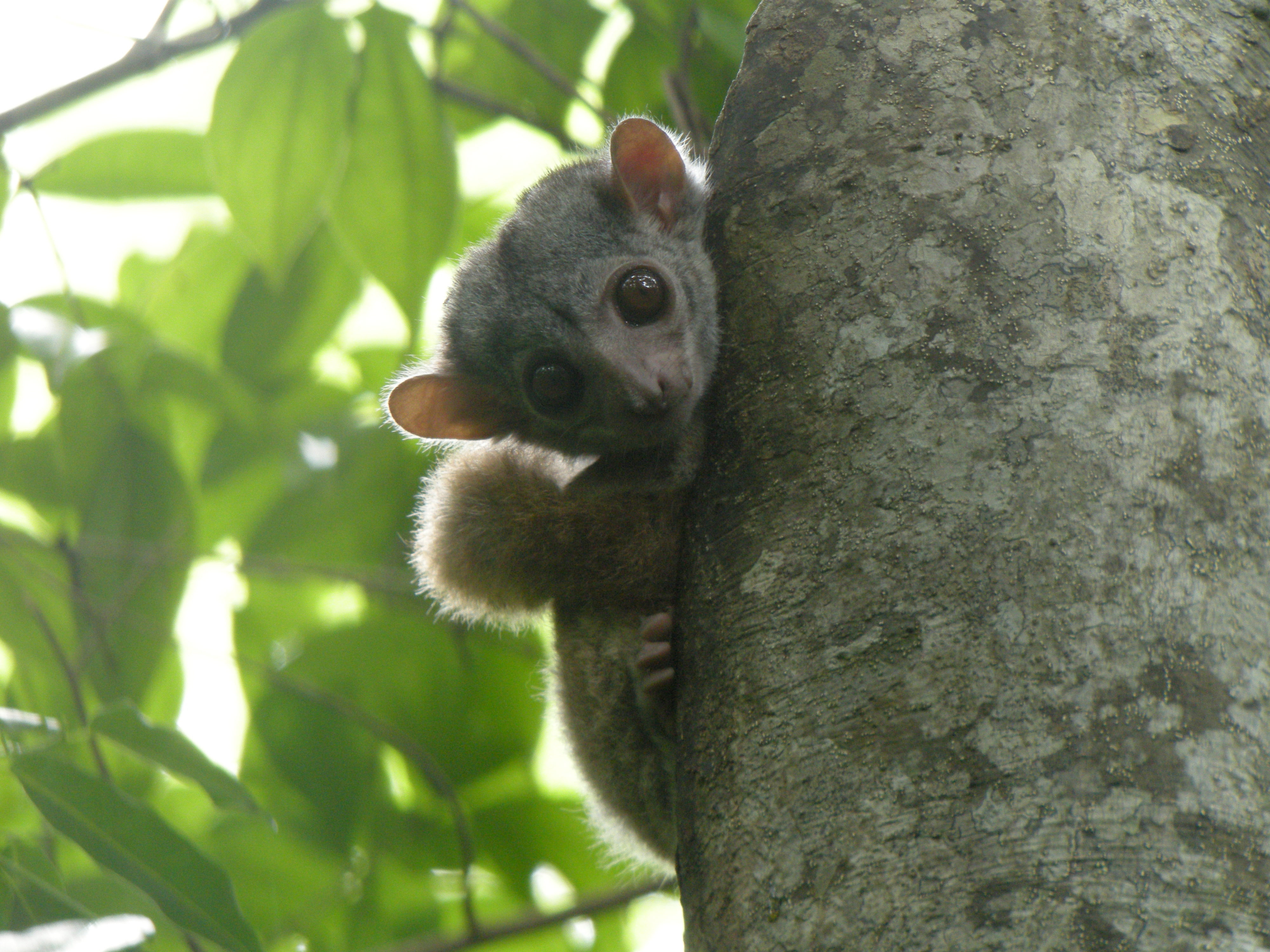